# Robert Lazu Kmita
Robert Lazu Kmita (n. 23 ianuarie 1971, Galați) este scriitor, filosof și eseist. A inițiat în contextul culturii române studiul operei lui J. R. R. Tolkien, prin redactarea primei monografii dedicate autorului englez , alcătuirea unei enciclopedii a Pământului de Mijloc  și publicarea antologiei critice J.R.R. Tolkien: Credință și Imaginație . De asemenea, este cunoscut pentru studiile dedicate filosofiei clasice grecești, precum și unor teme metafizice și teologice proprii Tradiției creștine.

### Volume personale
- Farmecul discret al teologiei, Editura Dacia, 2001.
- Exerciții hermeneutice, Editura Viața creștină, 2002.
- Lecturi catolice, Editura Galaxia Gutenberg, 2004.
- Lumea lui Tolkien, Editura Hartmann PH, 2004 (ediția a doua revăzută și adăugită: Editura Galaxia Gutenberg, 2012).
- Călător prin America și alte eseuri, Editura Bastion, 2009.
- Insula fără anotimpuri, Editura Galaxia Gutenberg, Târgu Lăpuș, 2019.

### Volume coordonate
- Robert Lazu și Corneliu Mircea, Orizontul sacru, Iași, Editura Polirom, 1998.
- Robert Lazu și Virgil Nemoianu, J.R.R. Tolkien: Credință și Imaginație, Editura Hartmann, 2005.
- Robert Lazu, Mihaela Cernăuți-Gorodețchi și Györfi-Deák György, Enciclopedia lumii lui J. R. R. Tolkien, Editura Galaxia Gutenberg, 2007.